# Eclipse lunar de noviembre de 2012
| Eclipse penumbral de luna 28 de noviembre de 2012                                                                 | Eclipse penumbral de luna 28 de noviembre de 2012 |
| --- | ------------------------------------------------- |
| Previo | Eclipse \| Eclipse total \| Saros                 |
| Posterior | Eclipse \| Eclipse total \| Saros                 |
| La Luna, levemente oscurecida, pasando de derecha a izquierda a través de la sombra de la Tierra.                 |                                                   |
| Saros | 145 (11 de 65)                                    |
| Duración (h:min:s)                                                                                                |                                                   |
| Penumbra | 4:35:59                                           |
| Contactos |                                                   |
| P1 | 12:14:59 UTC                                      |
| Máximo | 14:32:59 UTC                                      |
| P4 | 16:50:59 UTC                                      |
| Representación del movimiento por hora de la Luna a través de la sombra de la Tierra en la constelación de Tauro. |                                                   |

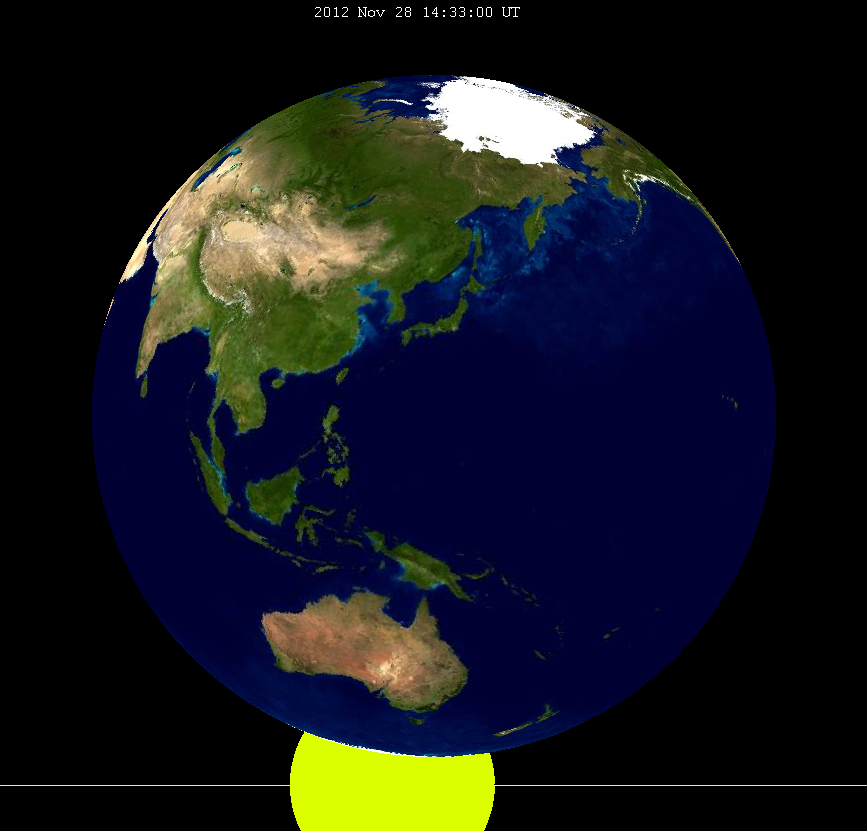

Fue un eclipse lunar penumbral que ocurririó el 28 de noviembre de 2012, siendo el segundo y último de los dos eclipses que tendrán lugar este año. La Luna se verá notoriamente oscurecida, casi en su totalidad, en el punto máximo del eclipse.

## Visualización

### Mapa
El siguiente mapa muestra las regiones desde las cuales será posible ver el eclipse. En gris, las zonas que no observarán el eclipse; en blanco, las que si lo verán; y en celeste, las regiones que podrán ver el eclipse durante la salida o puesta de la luna.